# Galeodopsis strandi
Espèce
Galeodopsis strandi est une espèce de solifuges de la famille des Galeodidae.

## Distribution
Cette espèce est endémique du Turkménistan.

## Description
Le mâle mesure 36 mm et la femelle 50 mm.

## Étymologie
Cette espèce est nommée en l'honneur d'Embrik Strand.

## Publication originale
- Birula, 1936 : Über eine neue Galeodopsis-Art (Solifugen) aus Mittelasien. Festschrift zum 60 Geburtstage von Professor Dr. Embrik Strand, vol. 1, p. 47–50 (texte intégral).